# 새뮤얼 오스친 망원경

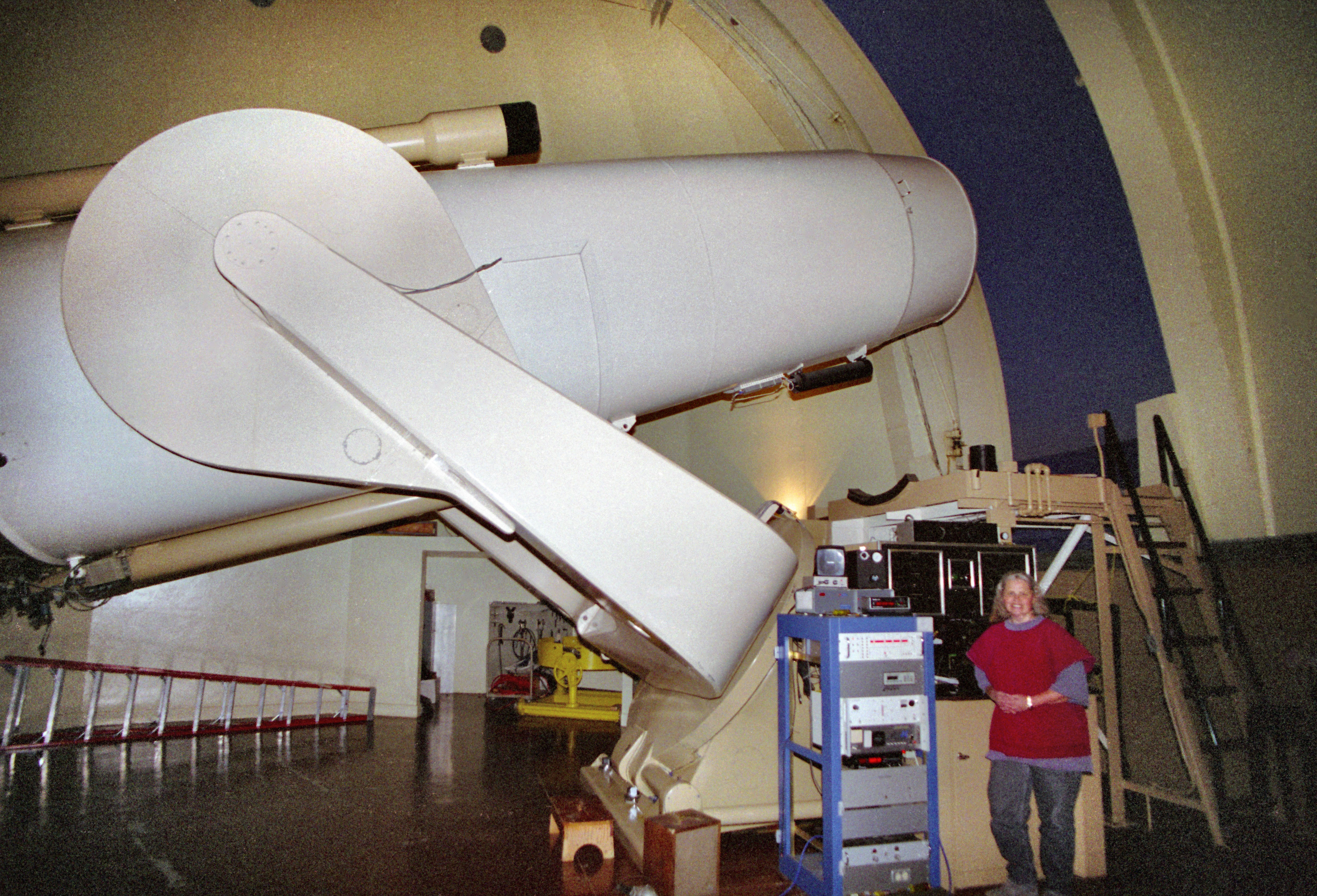

새뮤얼 오스친 망원경(Samuel Oschin telescope)은 팔로마 천문대에 소재한 구경 48인치(1.22 미터)의 슈미트식 망원경이다. 1939년 건조되기 시작하여 1948년 완성되었다. 새뮤얼 오스친의 이름이 붙은 것은 1986년의 일로, 그 전까지는 그냥 48인치 슈미트식 망원경이라고 불렀다.
오늘날에는 사진기를 전하결합소자로 바꾸어 현대적 운용을 하고 있다. 소자 12개의 배열로 하늘의 4 × 4 도 면적을 커버할 수 있으며 이는 현재 천문 사진 촬영에 사용되는 전하결합소자 모자이크로서는 최대의 크기이다.
2003년 10월 21일 이 망원경으로 촬영한 사진들을 분석하던 중 2005년 1월 5일 90377 세드나, 136199 에리스가 발견되었다. 2002년 5월에는 Ia형 초신성 SN 2002cx가 발견되기도 했다. 그 외에도 2004년에 90482 오르쿠스, 2002년에 50000 콰오아를 발견했다.